# Radicaaltheorie
De radicaaltheorie is een oude scheikundige theorie uit de eerste helft van de 19e eeuw waarmee de structuur van organische verbindingen beschreven kon worden. De theorie en de begrippen erin zijn niet gerelateerd aan het tegenwoordige begrip radicaal. Hoewel de radicaaltheorie deel uitmaakt van de geschiedenis van de scheikunde, heeft ze wel, door de onderzoeken die er op gebaseerd waren, geleid tot een beter inzicht in chemische processen en de structuur van organische verbindingen. Grote namen uit de scheikunde zijn aan deze theorie gekoppeld, zoals von Liebig, Wöhler, Laurent, Gay-Lussac, Berzelius, Bunsen, Frankland, Kolbe en Dumas. De theorie kon tot ontwikkeling komen dankzij de verbeteringen in de elementanalyse door von Liebig.

## Inleiding
Om de relatie met de besproken theorie duidelijker te maken zijn in dit artikel de stoffen die tegenwoordig andere systematische namen hebben, benoemd volgens de in de eerste helft van de 19e eeuw geldende systematiek.
In analogie met de anorganische scheikunde, waar de theorie van het elektrochemisch dualisme zijn waarde net bewezen had, werd voor organische verbindingen ook een dualistische beschrijving gekozen. De organische bouwstenen werden aangeduid met het woord radicaal.
De term radicaal werd al gebruikt voor de radicaaltheorie ontwikkeld werd. Louis-Bernard Guyton de Morveau introduceerde de term in 1785 en Antoine Lavoisier gebruikte de term in 1789 in zijn Traité Élémentaire de Chimie. Onder radicaal werd het vaste deel van (een aantal) zuren verstaan. Het woord is afgeleid van het Latijnse "radix" dat "wortel" betekent.
Op dezelfde wijze als in de anorganische chemie ionen anders gecombineerd worden tijdens chemische reacties werden reacties in de organische chemie beschreven. De synthese van tertiair butylchloride uit tertiair butyl alcohol en waterstofchloride vormt daar een mooi voorbeeld van. De eerste stappen in deze theorie worden gezet door Justus von Liebig, Friedrich Wöhler en Auguste Laurent rond 1830. Op deze manier werden de organische radicalen op hetzelfde analytische niveau geplaatst als de anorganische elementen. Net als de anorganische elementen (eenvoudige radicalen, Engels:  'simple radicals' ) werden de organische radicalen (samengestelde-radicalen, Engels:  'compound radicals' ) in organische reacties als ondeelbaar beschouwd.

## Voorbeelden

### Acetyl
De combinatie van een radicaal met zuurstof geeft in de radicaaltheorie aanleiding tot een zuur. Zo werd het radicaal van azijnzuur "acetic" genoemd en dat van muriaatzuur werd "muriatic" genoemd.

### Cyanide
In 1815 vond Gay-Lussac tijdens zijn werk aan blauwzuur en een aantal door hem ontdekte cyanidezouten bewijs voor het bestaan van het cyanideradicaal. Hij isoleerde ook cyanogeen ((CN)2), door hem als het "vrije radicaal" cyanide beschreven.

### Ethyleen
Dumas leidde het bestaan van het ethyleen-radicaal af uit zijn studies van diethyl ether en ethylalcohol. Dumas concludeert dat ether bestaat uit twee equivalenten ethyleen en één deel water, ethylalcohol uit één deel ethyleen en één deel water. Ook vond hij dat ethylalcohol enerzijds en ethyleen en water anderzijds via een chemische reactie in elkaar konden worden omgezet. Ethyleen was ook een van de basisfragmenten in verbindingen als ethylacetaat.

### Benzoyl en Salicyl
Liebig en Wöhler vonden in 1832 in het onderzoek naar benzoë dat de stoffen amandelolie (voornamelijk benzaldehyde) "Benzoëstof" (vooral benzylalcohol), benzoylchloride, benzamide en benzoëzuur het molecuuldeel C7H5O gemeenschappelijk hebben en dat de synthese van de ene verbinding uit de andere relatief eenvoudig was. Het C7H5O-deel werd gezien als het "radicaal van benzoëzuur" en benzoyl genoemd. Laurent droeg met de isolatie van benzoyl in 1835 bij aan de uitbouw van de theorie, hoewel het geïsoleerde product tegenwoordig als het dimeer benzil bekend staat. Raffaele Piria publiceerde over het salicylradicaal als het basisprincipe van salicylzuur. In 1838 publiceerde Liebig zijn definitie van het radicaal

### Cacodyl
Berzelius en Robert Bunsen onderzochten het radicaal cacodyl (de reactie van cacodylchloride met zink) rond 1841. Ook dit radicaal wordt tegenwoordig als zijn dimeer herkend: (CH3)2As-As(CH3)2.

### Methyl en Ethyl
Frankland en Kolbe leverden hun bijdrage door hun studies naar het methyl- en ethyl-radicaal. Frankland beschreef in 1848 diethylzink. Samen met Kolbe beschreef hij de reactie van ethylcyanide met zink in 1849 waarbij de isolering van het methylradicaal (CH3) wordt beschreven (ook hier werd het dimeer, CH3-CH3, ethaan beschreven) Kolbe bestudeerde ook de elektrolyse van de kaliumzouten van een aantal vetzuren. Azijnzuur werd beschouwd als de combinatie van het methylradicaal met oxaalzuur. Bij de elektrolyse kaliumacetaat ontstaat ethaan, dat opnieuw werd aangezien voor het vrijgemaakt methylradicaal.
Frankland publiceerde in 1850 zijn werk aan het ethylradicaal. In de loop van het onderzoek werd het bij de reactie van ethtyljodide vrijkomende butaan aangezien voor het ethyl-radicaal.

## Falsificatie
Elke wetenschappelijke theorie kan getoetst worden op falsificeerbaarheid: is er experimenteel bewijs dat niet in overeenstemming is met de theorie. von Hofmann, Laurent (eerst een verdediger van de theorie) en Charles Frédéric Gerhardt gingen de discussie met Frankland en Kolbe aan over de interpretatie van hun resultaten. Zij suggereerden dat het ethylradicaal eigenlijk een dimeer was: dimethyl. Frankland en Kolbe antwoordden dat ethylhydride ook een mogelijkheid was. In 1864 bewees Carl Schorlemmer dat dimethyl en ethylhydride in feite verschillende namen voor dezelfde stof waren.
De radicaaltheorie werd uiteindelijk vervangen door een aantal theorieën die ieder de nadruk legden op een bepaald soort entiteit. Enkele voorbeelden daarvan zijn: type-theoryvoorgestaan door Wurtz, von Hofmann en Gerhardt, de watertype-theorie voorgestaan door Williamson. Dumas en Laurent - de laatste was een vroege aanhanger van de radicaaltheorie - kwamen met een substitietheorie. In deze theorie werd expliciet erkend dat elk waterstofatoom in een radicaal vervangen kan worden door een halogeen.
Uiteindelijk lanceerde Frankland in 1852 en Kekulé in 1857 de valentietheorie met als centraal thema de vierwaardigheid van koolstof, daarmee meteen driewaardig koolstof - en de radicalen - tot een overbodigheid makend.

### Avogadro
Hoewel Avogadro zijn theorie over gelijke aantallen deeltjes in gassen bij gelijk volume en druk in 1811 publiceerde, werd daar in de wetenschappelijke wereld in eerste instantie nauwelijks op gereageerd. De verwisselingen van een radicaal met zijn dimeer werd daardoor vrijwel onvermijdelijk: cyanogeen, C2N2, met als eenvoudigste schrijfwijze: CN, kon eenvoudig voor cyanide gezien worden: 1 deel koolstof, 1 deel stikstof.

## En nu ...
In 1900 ontdekte Gomberg in zijn poging hexafenylethaan te synthetiseren, onverwachts een stof waarin koolstof als driewaardig atoom voorkwam in de tegenwoordige betekenis van "radicaal": het trifenylmethylradicaal.
In de hedendaagse scheikunde handhaven namen als benzoyl en acetyl zich, maar slechts om atoomgroepen mee aan te duiden met een samenstelling die overeenkomt met die uit het betreffende (oude) radicaal. In een aantal vakgebieden handhaven de oude namen zich ook (wetgeving, medicijnen, farmacie): methylalcohol, ethylalcohol, ethyleenglycol. Ook in de chemie zelf zijn een aantal namen hardnekkig. Voor dichloormethaan wordt, vooral als het niet als reagens maar als oplosmiddel gebruikt wordt, de naam methyleenchloride nog steeds gebruikt.